# حنان عبد الرحيم الأحمدي
حنان بنت عبد الرحيم الأحمدي هي أكاديمية سعودية متخصصة في مجال الاقتصاد والإدارة الصحية، عينت مساعدا لرئيس مجلس الشورى بأمر ملكي في 18 أكتوبر 2020م. من أوائل النساء الذين تم تعيينهن في مجلس الشورى السعودي بأمر ملكي في 29 محرم 1434 هـ الموافق لـ2 ديسمبر 2013م. وقد عملت قبل ذلك عضوا في الهيئة الأكاديمية في معهد الإدارة العامة وتدرجت في المواقع الإدارية في المعهد منسقة لقطاع الإدارة الصحية، ومديرة لإدارة البرامج، ومنسقة لبرامج تنمية القيادات العليا، وتوجت حياتها المهنية في المعهد كمديرة عامة للفرع النسوي (2009-2013).
لها مشاركات بارزة في عدد من الجمعيات المهنية ومؤسسات المجتمع المدني والمؤسسات الفكرية، فهي عضو مجلس أمناء منتدى الرياض الاقتصادي منذ 2013، وعضو مجلس أمناء جامعة الأمير مقرن بن عبد العزيز عام 2018، وهي عضو مؤسس وعضو مجلس إدارة للجمعية السعودية الخيرية لمرضى الزهايمر منذ 2010، وكانت عضوا في مجلس الجمعية السعودية للإدارة.
قدمت العديد من البرامج التدريبية في مجال تنمية المهارات الإدارية والقيادية، وشاركت في التدريس في عدد من الجامعات السعودية منها جامعة الملك سعود وجامعة الأمير سلطان.
لها العديد من المساهمات العلمية والبحثية والمهنية محلياً وعالمياً، وشاركت في العديد من الوفود الرسمية إلى الاتحاد البرلماني الدولي، وإلى لجنة الأمم المتحدة المعنية بوضع المرأة والبرلمان الأوروبي وغيره من البرلمانات العالمية.
حصلت على عدد من الجوائز التقديرية والتشجيعية، ومن ذلك عضوية جمعية دلتا أوميغا الفخرية للخريجين المتميزين في مجال الصحة العامة في الولايات المتحدة الأمريكية بناء على التميز الأكاديمي، كما حصلت على جائزة التميز في النشر العملي من معهد الإدارة العامة، وتم ترشيحها لقوائم الشخصيات القيادية ومنها قائمة فوربس Forbes لأقوى 200 امرأة عربية عام 2014، وجائزة سيدتي للإبداع والتميز عام 2015. وفي عام ٢٠٢٢ منحتها جامعة تولين جائزة الإنجاز الاستثنائي الدولي (International Award for Exceptional Achievement) والتي تمنحها الجامعة لخريجيها المقيمين خارج الولايات المتحدة الأمريكية بناء على منجزاتهم المتميزة 

## النشأة والتعليم
هي ابنة الناشر والأديب السعودي عبد الرحيم الأحمدي، نشأت في محافظة الجموم الواقعة في وادي فاطمة قرب مكة المكرمة حيث قضت جزء من طفولتها المبكرة في هذه المنطقة التي تتميز بطبيعتها وثقافتها وتاريخها، ثم انتقلت مع اسرتها إلى الدرعية عاصمة الدولة السعودية الأولى والعريقة بتاريخها وحضارتها، حيث درست فيها المرحلة الابتدائية والمتوسطة والثانوية، إلى أن التحقت بجامعة الملك سعود في الرياض.
حازت الدكتورة حنان الأحمدي على بكالوريوس علوم إدارية من قسم الاقتصاد من كلية العلوم الإدارية بجامعة الملك سعود. وأنهت دراستها للدكتوراه في الإدارة الصحية بتفوق من كلية الدراسات العليا في الصحة العامة جامعة بيتسبرغ بالولايات المتحدة الأمريكية حيث تم ترشيحها لعضوية جمعية دلتا أوميغا للخريجين المتميزين في مجال الصحة العامة، كما حصلت على درجة الماجستير في الإدارة الصحية (Masters of Health Administration) من كلية الدراسات العليا في الصحة العامة والطب الاستوائي من جامعة تولين بالولايات المتحدة الأمريكية. وقد منحتها جامعة تولين جائزة الإنجاز الاستثنائي الدولي (International Award for Exceptional Achievement) 

## الحياة المهنية
- عضو مجلس الشورى السعودي في الدورة السادسة عام 2013 والتي دخلت المرأة فيها لأول مرة إلى مجلس الشورى السعودي، وتمت إعادة تعيينها في الدورة السابعة من عام 2016، وفي عام 2020 تم تعيينها بأمر ملكي مساعداً لرئيس مجلس الشورى (الدورة الثامنة) كأول امرأة في هذا المنصب.[6] واستمرت في منصب مساعد رئيس مجلس الشورى في الدورة التاسعة (1446-1450هـ) المعلن عنها في 29 صفر 1446 هـ/ 2 سبتمبر 2024م.[7]
- مدير عام الفرع النسائي معهد الإدارة العامة (2009-2013).
- أستاذ دكتور الإدارة الصحية معهد الإدارة العامة (2017).
- منسقة البرامج العليا معهد الإدارة العامة - الفرع النسوي (2008-2009)
- منسقة قطاع الإدارة الصحية معهد الإدارة العامة الفرع النسوي (2004-2008).

## عضويات المجالس واللجان
- عضو لجنة الاقتصاد والطاقة مجلس الشورى (2014-2020)
- عضو مجلس الأمناء - منتدى الرياض الاقتصادي (2013م)[3]
- عضو لجنة الشؤون الصحية والبيئة بمجلس الشورى (2013).
- عضو لجنة الصداقة البرلمانية الخامسة مجلس الشورى (معنية بالديبلوماسية البرلمانية مع دول الاتحاد الأوروبي وعدد من الدول الآفريقية) (2013-2020).
- عضو لجنة التقييم جائزة الملك خالد للتميز للمنظمات غير الربحية (2013-2019).
- عضو مجلس الأمناء جامعة الأمير مقرن بن عبد العزيز (2018-2020).
- عضو الهيئة الاستشارية لجائزة الأميرة نورة بنت عبد الرحمن للتميز النسائي (2019).
- عضو الهيئة الاستشارية لمركز الأبحاث الواعدة للبحوث الاجتماعية ودراسات المرأة جامعة الأميرة نورة بنت عبد الرحمن (2017).
- عضو المجلس العلمي – معهد الإدارة العامة (2013-2015).
- عضو اللجنة العلمية جائزة الكتاب السنوية (السعودية) التي تنظمها وزارة الثقافة والإعلام (للأعوام 2011 و2012).
- عضو لجنة المشورة الثقافية مهرجان الجنادرية (2011-2016).
- عضو المجلس الاستشاري وعضو مجلس إدارة الجمعية السعودية الخيرية لمرض الزهايمر (2010).
- عضو هيئة تحرير دورية الإدارة العامة التي يصدرها معهد الإدارة العامة(2009 - 2012).
- عضو في الفريق الاستشاري المكلف بإعداد دراسة تنظيمية جامعة الأميرة نورة بنت عبد الرحمن (2011).
- عضواللجنة التحضيرية للقاء الثامن للحوار الوطني بعنوان: حوار المجتمع والخدمات الصحية الذي نظمه مركز الملك عبد العزيز للحوار الوطني (2008).
- عضو مؤسس منتدى الغد (2009) والذي تحول لاحقاً إلى جمعية الغد للشباب.
- مستشار غير متفرغ المركز الوطني للطب البديل والتكميلي (2008).
- مستشار غير متفرغ - الخدمات الطبية بالقوات المسلحة - مركز الدراسات الصحية بالمستشفى العسكري بالرياض 2007.
- عضو مجلس إدارة الجمعية السعودية للإدارة (2003- 2007).
- مقيّم برنامج الشيخ خليفة للتميز الحكومي الدورة الثانية - فئة أوسمة رئيس مجلس الوزراء (2012).
- مقيّم جائزة أبوظبي للأداء الحكومي المتميز الدورة الثانية (2008).
- زميل زائر - المركز الوطني لبحوث تطوير الرعاية الصحية الأولية التابع لجامعة مانشستر- المملكة المتحدة (2003-2004)

## البحوث والمؤلفات المنشورة

### باللغة العربية
- كتاب «سلامة المرضى وجودة الرعاية الصحية»، معهد الإدارة العامة، 2017.[8]
- «دراسة استجابة القطاع الصحي» ضمن فريق بحث تابع للمجلس الصحي السعودي، 2017.
- «الدور القيادي للمرأة»: فصل في كتاب القيادة الإدارية /معهد الإدارة العامة، 2015
- "دور مؤسسات التنمية الإدارية في تمكين القيادات النسائية من مواجهة تحديات الدور القيادي”, بحث ميداني-دورية الإدارة العامة-المجلد 49، العدد الرابع، نوفمبر 2009.[9]
- «مبادئ إدارة السجلات الطبية»، كتاب، دار المفردات للنشر والتوزيع، الرياض 2008.
- «الرضا الوظيفي والولاء التنظيمي للعاملين في الرعاية الصحية الأولية في المملكة العربية السعودية»، المجلة العربية للعلوم الإدارية، مجلس النشر العلمي-جامعة الكويت، سبتمبر 2006م.[10]
- «محددات جودة الرعاية الصحية الأولية: دراسة نوعية»، مجلة الإدارة العامة، المجلد46 العدد الثالث- مركز البحوث- معهد الإدارة العامة، أغسطس 2006.[11]
- «تقييم خدمات الرعاية الصحية الأولية: دراسة ميدانية على الأطباء في المملكة العربية السعودية»، بحث ميداني – مركز البحوث- معهد الإدارة العامة، 2006.
- «التسرب الوظيفي للعاملين في التمريض بمستشفيات الصحة النفسية في المملكة العربية السعودية: دراسة تطبيقية»، مجلة العلوم الاجتماعية، مجلس النشر العلمي-جامعة الكويت المجلد 34، العدد 4، 2006.[12]
- «ضغوط العمل لدى الأطباء: المصادر والأعراض، دراسة ميدانية للأطباء في المستشفيات الحكومية والخاصة في مدينة الرياض»، مركز البحوث- معهد الإدارة العامة، 2002.
- «الاستقلالية المهنية للأطباء العاملين في مستشفيات مدينة الرياض: دراسة تطبيقية»، المجلة العربية للعلوم الإدارية، مجلس النشر العلمي-جامعة الكويت، سبتمبر 2001م.
- بحث مكتبي بعنوان «تحسين الجودة: المفهوم والتطبيق في المنظمات الصحية» دورية الإدارة العامة- مركز البحوث- معهد الإدارة العامة، المجلد الأربعون، العدد الثاني، أكتوبر 2000، الرياض.

### البحوث باللغة الإنجليزية
- "Health in times of uncertainty in the eastern Mediterranean region, 1990–2013: a systematic analysis for the Global Burden of Disease Study 2013." coauthor: Mokdad, Ali H., et al. The Lancet Global Health 4.10 (2016): e704-e713.[13]
- "Global burden of diseases, injuries, and risk factors for young people's health during 1990–2013: a systematic analysis for the Global Burden of Disease Study 2013.", COAUTHOR: Mokdad, Ali H., et al. The Lancet (2016). Volume 387, No. 10036, p2383–2401, 11 June 2016.[14]
- Anticipated nurses' turnover in public hospitals in Saudi Arabia, The International Journal of Human Resource Management. May 2013, 412-433 DOI:10.1080/09585192.2013.792856 To link to this article:[15]
- “Challenges facing women leaders in Saudi Arabia”, Human Resource Development International, April 2011.[16]
- “Assessment of Patient Safety Culture in Saudi Arabian Hospitals”, Quality and Safety in Health Care- BMJ Publishing Group Ltd (April-2010)[17]
- “Factors Affecting Performance of Hospital Nurses in Riyadh Region, Saudi Arabia”, International Journal of Health Care Quality Assurance, Vol 22(1) - Emerald Group Publishing Limited[18]
- “Quality of Primary Care in Saudi Arabia, A comprehensive Review”, International Journal for Quality in Healthcare 17(4)- Oxford University Press,[19] Coauthor, Prof. Martin Roland.
- “Job satisfaction of Nurses in Ministry of Health Hospitals in Riyadh, Saudi Arabia”, Saudi Medical Journal, June 2002.[20]

## روابط خارجية
- حنان الأحمدي على ريسيرش غيت.
- حنان الأحمدي على موقع مجلس الشورى السعودي
- حنان الأحمدي على الباحث العلمي في جوجل.